# Perro lobo
Un perro lobo (también llamado híbrido lobo-perro, lobo híbrido o lubican) es un híbrido canino que resulta del apareamiento de un lobo gris (diversas subespecies de Canis lupus) y un perro (Canis lupus familiaris). En inglés el término «wolfdog» es preferido por la mayoría de los impulsores de estos animales y criadores porque el perro doméstico fue taxonómicamente recategorizado recientemente como una subespecie del lobo gris. La Asociación de Médicos Veterinarios estadounidenses y el Departamento de Agricultura de los Estados Unidos se refieren a estos animales como híbridos lobo-perro. Las organizaciones de rescate animal consideran que un perro lobo es cualquier perro con herencia de lobo dentro de las últimas cinco generaciones, incluyendo a algunas razas establecidas de perros lobo.
En 1998, el Departamento de Agricultura de los Estados Unidos estimó una población aproximada de 300 000 perros lobo en los Estados Unidos (la más alta de cualquier país del mundo), mientras que otras fuentes indicaban una población quizás tan alta como 500 000.
En los híbridos de primera generación, los lobos grises eran frecuentemente cruzados con perros parecidos a lobos (tales como Malamutes de Alaska, huskies siberianos y pastores alemanes) para obtener una apariencia más atractiva para los dueños que deseaban una mascota exótica.

## Historia

### Perros lobos en América del Norte

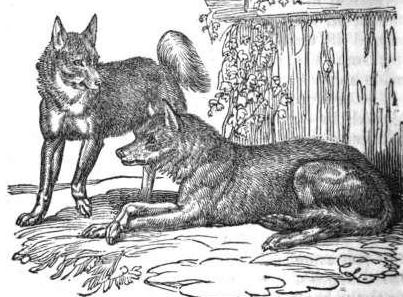
Dos perros lobos. Ilustración de The Menageries: Quadrupeds Described and Drawn from Living Subjects, de W. Ogilby, 1829

Las evidencias de perros lobos domesticados en América datan de por lo menos hace 10 000 años,

### Lubican de Teotihuacán
En 2010, los expertos anunciaron que habían encontrado los restos de varios perros lobos que fueron criados por la clase guerrera de Teotihuacán en el Valle de México unos 2000 años atrás. A la luz de esta evidencia, el animal usualmente representado en el arte de la cultura teotihuacana y que se creía un peculiar perro o coyote, probablemente era un lubican.

### Perros lobos británicos
La primera mención sobre la reproducción del perro lobo en Gran Bretaña data del año 1766, cuando se cree que un lobo se apareó con una perra Pomerania y esta tuvo una camada de nueve cachorros. Los perros lobos a veces eran comprados por nobles ingleses, que los veían como una curiosidad de la ciencia. Los perros lobos eran populares en las colecciones de animales y zoológicos británicos.

### Reproducción documentada
En 1899, Max von Stephanitz, un excapitán de caballería y antiguo estudiante de la Universidad de Veterinaria de Berlín, estaba en una exhibición canina cuando le mostraron a un perro llamado Hektor Linksrhein que supuestamente era 1/4 lobo. Rebautizado Horand von Grafrath, éste y su descendencia fueron empleados para crear al Pastor alemán. Horand se convirtió en el punto neurálgico de los programas de reproducción y fue cruzado con perras que tenían comportamientos apacibles. Aunque fue el padre de varios cachorros, el descendiente más exitoso de Horand fue Hektor von Schwaben. Hektor fue cruzado con otra descendiente de Horand y así nació Beowulf, que más tarde fue padre de un total de cuarenta y ocho cachorros, la mayoría de los cuales fueron cruzados con otros descendientes de Hektor. 
En el libro original de sementales de Pastor alemán, Zuchtbuch fur Deutsche Schaferhunde (SZ), dentro de las dos páginas de apuntes del SZ #41 to SZ #76, figuran cuatro cruces con lobo. Este es el primer empleo documentado de genes de lobo para crear una raza de perro doméstico, el Pastor alemán, que históricamente es el primer perro lobo creado a propósito.
En 1921, el criador neerlandés Leendert Saarloos empezó a cruzar un Pastor alemán con una loba del Valle del Mackenzie (Canis lupus occidentalis).  Él deseaba crear una versión mejorada del Pastor alemán que fuese inmune al distemper, lográndolo a tal punto que el perro lobo Saarloos actual es un imponente perro, pero ha mantenido sus características lobunas; es cauteloso, reservado y le falta ferocidad para atacar; no fue el perro que Leendert Saarloos esperaba obtener. Su teoría además demostró ser errónea ya que casi todos los híbridos de primera generación murieron de distemper. Hasta la muerte de Leendert Saarloos en 1969, él tuvo total control sobre la reproducción de su «perro lobo europeo». El Kennel Club de los Países Bajos reconoció la raza en 1975. En honor a su creador, cambiaron el nombre a «perro lobo Saarloos». En 1981, la raza fue reconocida por la Fédération Cynologique Internationale (FCI). En el pasado, algunos perros lobos Saarloos fueron entrenados como perros guía para ciegos y como perros de rescate.

### Lobos negros del Nuevo Mundo
Investigaciones genéticas llevadas a cabo por la Universidad de California Los Ángeles y la Facultad de Medicina de la Universidad de Stanford revelaron que los lobos con pelaje negro deben su característica coloración a una mutación que apareció por primera vez en los perros domésticos.

### Perros lobos nacidos aleatoriamente
Se conocen casos de reproducción accidental del perro lobo (aunque esto es muy raro), donde una perra doméstica en estro se extravía y se aparea con un lobo.

### Legislación específica sobre esta raza
El perro lobo ha sido el centro de mucha controversia durante la mayor parte de su historia y la mayoría de legislaciones sobre razas son tanto el resultado del posible peligro que entraña el animal o su categorización como fauna silvestre nativa. La Humane Society of the United States, la RSPCA, la Ottawa Humane Society, el Dogs Trust y el Grupo de Especialistas sobre el Lobo de la Comisión sobre la Supervivencia de las Especies de la Unión Internacional para la Conservación de la Naturaleza consideran a los perros lobos como animales salvajes y por lo tanto no aptos para ser mascotas, apoyando una prohibición internacional sobre la tenencia por parte de particulares, reproducción y venta de perros lobos.
Según la National Wolfdog Alliance, cuarenta estados de los Estados Unidos prohíben la tenencia, reproducción e importación del perro lobo, mientras que otros imponen algún tipo de regulación sobre su tenencia. En Canadá, Alberta, Manitoba, Newfoundland y Isla del Príncipe Eduardo prohíben los perros lobos como mascotas. La mayoría de países europeos prohíben terminantemente al animal o aplican restricciones a su tenencia. Los perros lobos están entre las razas prohibidas en la base del Cuerpo de Marines de los Estados Unidos de Camp Pendleton y cualquier otra luego del fatal ataque de un pitbull contra un niño.

### Perros lobos en la naturaleza
La hibridación usualmente ocurre de modo natural cerca de hábitats humanos donde hay una baja densidad poblacional de lobos y los perros domésticos son comunes. Sin embargo, hay varios casos reportados de perro lobo en áreas de la antigua Unión Soviética con una densidad poblacional normal de lobos. Los perros lobos salvajes a veces eran cazados por los aristócratas europeos, siendo llamados lycisca para distinguirlos de los lobos comunes.
Notables casos históricos (tales como el de la Bestia de Gévaudan) de grandes lobos que eran anormalmente agresivos hacia los humanos, podían atribuirse al apareamiento de perros con lobas. En Europa, se ha confirmado el apareamiento accidental de perros con lobos mediante pruebas genéticas. Como la supervivencia de algunas manadas de lobos de Europa está severamente amenazada, los científicos temen que la creación de poblaciones de perro lobo en la naturaleza suponga una amenaza a la continuación de la existencia de las poblaciones europeas de lobos. Sin embargo, la extensiva hibridación lobo-perro no está apoyada por evidencia morfológica y los análisis de las secuencias de ADNmt han revelado que tales apareamientos son raros.
En 1997, durante la reintroducción del lobo mexicano en Arizona, se desató una controversia cuando una manada cautiva en Carlsbad designada para su liberación resultó estar compuesta mayormente por los perros lobos de Roy McBride, que había capturado varios lobos para el programa de recuperación en la década de 1970. Aunque el equipo inicialmente afirmó que la inusual apariencia de los animales se debía al cautiverio y la dieta, más tarde se decidió sacrificarlos.

## Descripción

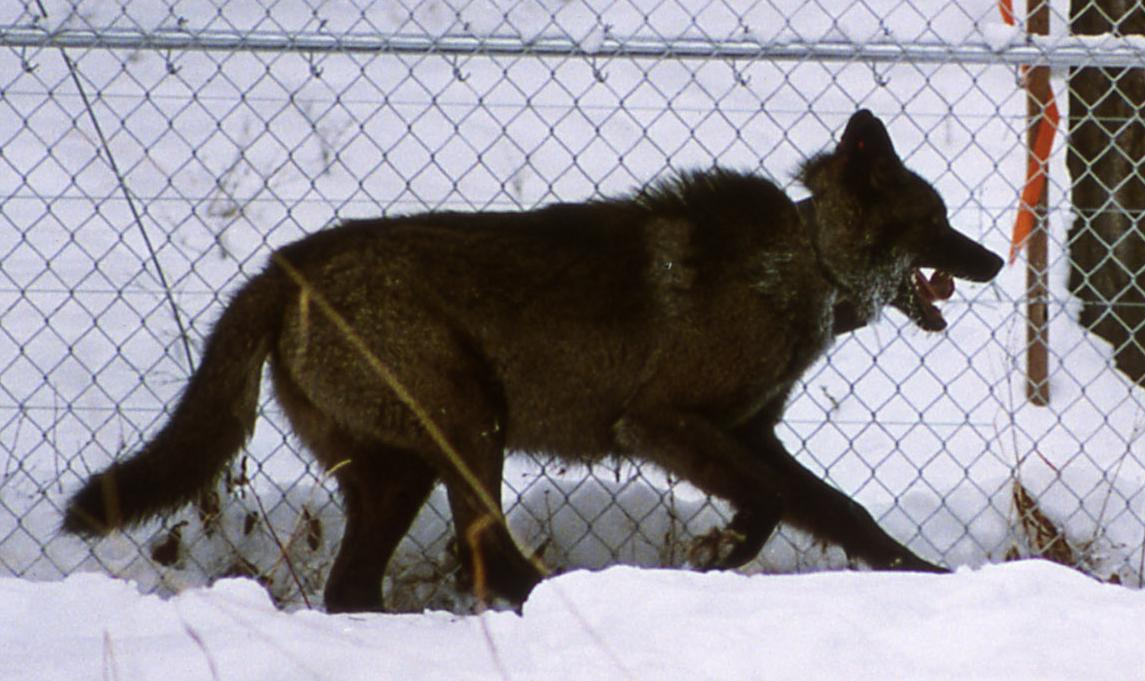
La investigación genética ha demostrado que los lobos con pelaje negro deben su color a una mutación que apareció primero en los perros domésticos

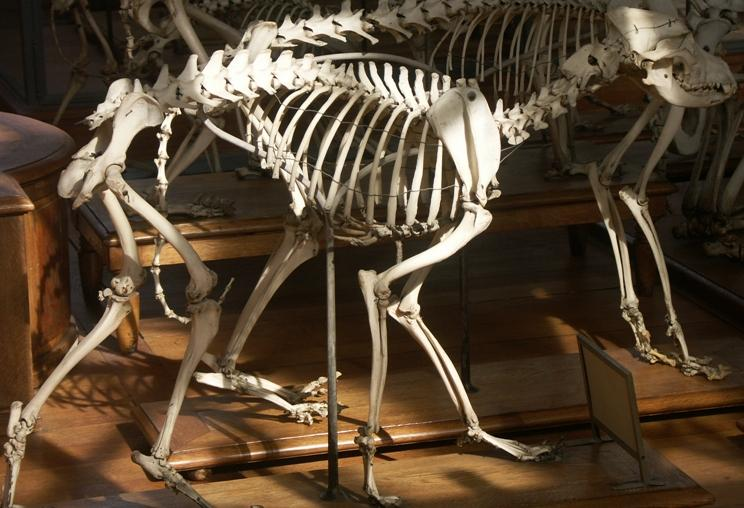
Esqueleto de un híbrido lobo-perro en el Museo Nacional de Historia Natural, París

Las características físicas de un animal creado al cruzar un lobo y un perro no son predecibles, similares a las de los perros mestizos. La investigación genética muestra que las poblaciones de lobos y perros inicialmente se dividieron hace aproximadamente 14 000 años y solamente se han cruzado ocasionalmente desde entonces, además de tener apariencias y comportamientos muy diferentes.
En muchos casos, el perro lobo adulto puede ser más grande que sus padres debido al fenómeno genético de heterosis (conocido comúnmente como vigor híbrido). Experimentos de reproducción llevados a cabo en Alemania con caniches y lobos, y más tarde con los perros lobo resultantes mostraron una gran fertilidad, se apareaban naturalmente y no tenían problemas de comunicación (incluso después de unas cuantas generaciones). Sin embargo, la progenie de caniches con coyotes o chacales mostró una reducción de la fertilidad, importantes problemas de comunicación y un aumento de enfermedades genéticas después de tres generaciones de cruces entre los híbridos. Por lo cual los investigadores concluyeron que los perros domésticos y los lobos son parte de la misma especie.
Los híbridos tienen una amplia variedad de apariencias, que van desde perros sin parecido alguno con un lobo hasta perros que son frecuentemente confundidos con lobos. Un largo estudio hecho por el DEFRA y la RSPCA encontró varios ejemplos de información engañosa por parte de criadores y niveles indeterminados de pedigrí de lobo en muchos animales vendidos como perros lobo. El reporte mencionaba que ciudadanos sin experiencia identificaban erróneamente a perros con apariencia lobuna como perros lobo. Los perros lobo suelen tener cabezas algo más pequeñas que los lobos, con orejas más largas y puntiagudas a las cuales les falta el denso pelaje usualmente visto en las orejas de los lobos. Además las marcas del pelaje suelen ser muy características y no están bien mezcladas. 
Los híbridos de color negro suelen conservar el pigmento del pelaje por más tiempo mientras envejecen, en comparación a los lobos negros. En algunos casos, la presencia de espolones en las patas traseras es considerado un indicador útil, aunque no absoluto, de contaminación con genes de perro en lobos. Los espolones son vestigios de los primeros dedos, siendo comunes en las patas traseras de los perros domésticos pero totalmente ausentes en los lobos, que solo tienen cuatro dedos en cada pata trasera. Las observaciones de perros lobo salvajes en la antigua Unión Soviética indican que los híbridos en estado salvaje pueden formar manadas más grandes que los lobos, además de tener más resistencia al perseguir su presa.
Los híbridos con mayor cantidad de genes de lobo usualmente tienen caninos más largos que los perros de tamaño similar, por lo cual algunos oficiales de las Fuerzas de Defensa de Sudáfrica comentaban que los animales eran capaces de morder a través del relleno más grueso «como un cuchillo cortando mantequilla». Su sentido del olfato aparentemente rivaliza con el de los más conocidos perros de rastreo. Las pruebas llevadas a cabo en Rusia por el Instituto de las Fuerzas Internas de Perm demostraron que a los híbridos con mayor cantidad de genes de lobo les tomaba 15-20 segundos en rastrear un objetivo durante sesiones de entrenamiento, mientras que a los perros policiales comunes les tomaba 3-4 minutos.

## Salud
Generalmente se dice que los híbridos de lobo y perro son animales naturalmente sanos, siendo menos afectados por enfermedades hereditarias que la mayoría de razas caninas. Los perros lobo usualmente son más sanos que sus padres debido a la heterosis. Algunas de las razas de wolfdog reconocidas que existen hoy fueron creadas específicamente para mejorar la salud y el vigor de los perros de trabajo.
Hay cierta controversia sobre la efectividad de la vacuna antirrábica estándar en un perro lobo. El Departamento de Agricultura de los Estados Unidos no ha aprobado hasta la fecha una vacuna antirrábica específica para su empleo en híbridos de lobo y perro, aunque recomienda vacunarlos contra la rabia. Los propietarios y criadores de perros lobo suponen que la falta de una aprobación oficial es una jugada política para evitar la tenencia de perros lobo.

## Temperamento y comportamiento
Los híbridos de lobo y perro tienen una mezcla de características genéticas, que resulta en patrones de comportamiento menos predecibles en comparación con el lobo o el perro. El comportamiento adulto de los cachorros híbridos tampoco puede ser predicho al compararlo con cachorros de perro, o a partir del comportamiento de sus padres incluso en cachorros de tercera generación nacidos del apareamiento de perros lobo con perro. Por lo tanto, a pesar de que el comportamiento de un solo lobo híbrido puede ser predecible, el comportamiento de todos ellos en conjunto no lo es. La mayoría de los híbridos con mayor cantidad de genes de lobo son muy curiosos y generalmente no son más destructivos que cualquier otro perro activo o curioso.  

### Agresión
El comportamiento de un lobo es típicamente tímido y mucho menos sociable hacia los humanos que el de un perro.
Si un híbrido de lobo y perro debe ser considerado más peligroso que un perro, esto depende del comportamiento específico del animal y no de los perros lobo como grupo. El comportamiento inducido puede afectar el comportamiento innato. La socialización de cada animal es afectada por los métodos de entrenamiento. El riesgo para la seguridad pública es afectado por la socialización de cada híbrido. No hay evidencia concluyente que indique que los perros lobo son más agresivos hacia los humanos que otros perros de gran tamaño (por ejemplo, Rottweiler, Pastor alemán, Chow-chow y Pitbull). 
El comportamiento de un perro lobo no es directamente proporcional al porcentaje de genes de lobo que tiene, por lo que híbridos con un alto porcentaje de genes de lobo tienen un comportamiento típicamente canino. Por otra parte, un bajo porcentaje de híbridos se comportan más como un lobo. El comportamiento de un perro lobo no está determinado por su genotipo o fenotipo. El comportamiento innato de un animal específico puede situarse en cualquier lugar del amplio espectro de su trasfondo genético. No hay evidencia estadística científicamente contrastada por pares que indique que los perros lobo supongan una mayor amenaza a los humanos, otros animales y propiedades que cualquier otra raza de perro doméstico. La mayoría de los incidentes sobre ataques están causados por una tenencia irresponsable, como la falta de medios restrictivos adecuados o contacto sin supervisión o contacto con el perro lobo sin conocimiento o consentimiento del dueño.

### Entrenamiento
La opinión que las características agresivas son parte inherente del temperamento de un perro lobo ha sido contestada en años recientes por criadores de perros lobo y otros impulsores de los perros lobo como mascotas. Los impulsores de los perros lobo como mascotas dicen que los animales con alto contenido de genes de lobo son naturalmente tímidos y desconfían de los humanos, pero con una adecuada asociación humana, entrenamiento y tenencia responsable casi todos los perros lobo pueden ser buenas compañías, especialmente si su asociación y entrenamiento se inician a temprana edad. 
Incluso en casos de perros lobo que muestran un comportamiento canino consistente, estos a veces pueden conservar algunos comportamientos lobunos, tales como cavar cubiles, morder objetos, trepar cercas y en grado variable, tener cierta dificultar en aprender a hacer sus necesidades en un solo lugar respecto a su porcentaje de genes de lobo. Los perros lobo con bajo porcentaje de genes de lobo raramente tienen estos problemas en mayor grado que cualquier otro perro de gran tamaño.

## Razas
Actualmente existen al menos siete razas de perro sobre las cuales se sabe que tuvieron un aporte significativo de hibridación lobo-perro en su creación. Cuatro razas fueron el resultado de cruzamientos intencionales de Pastor alemán (el original híbrido intencional de lobo y perro), teniendo distintas apariencias características que pueden reflejar las diversas subespecies de lobo que contribuyeron en la camada fundacional. Otros cruces más inusuales han tenido lugar; se cruzaron caniches con lobos durante recientes experimentos llevados a cabo en Alemania. Otra raza es el Wolamute, un cruce de Malamute de Alaska y Lobo gris. Las razones para crear estas razas son diversas, abarcando desde el deseo de tener una mascota diferente hasta perros militares. Estos son algunos ejemplos:      
- El Saarlooswolfhond o Perro lobo de Saarloos, cuyos orígenes se remontan a los esfuerzos de un criador holandés en 1921. Su primer intento de cruzar lobos con perros fue para mejorar al Pastor alemán y evitar el distemper. Aunque su esfuerzo no tuvo éxito, hoy la FCI y el Kennel Club de los Países Bajos reconocen esta raza.

- En la década de 1950, el Perro lobo checoslovaco también fue creado para patrullar las fronteras de lo que hoy son Eslovaquia y la República Checa. Es reconocido por el Foundation Stock Service del American Kennel Club (AKC), el United Kennel Club (UKC) y la FCI, siendo empleado hoy en día en agilidad, obediencia, búsqueda y rescate, labores policiales, terapia y pastoreo en Europa y los Estados Unidos.

- El perro lobo italiano también ha sido aceptado en el Kennel Club de Italia.[34]
- El perro lobo de Kunmíng es un perro lobo chino criado para fines militares.

- Calupoh Perro lobo de México.

## El perro lobo en la cultura popular y la ficción
- En la película Lone Wolf McQuade de 1983, el protagonista J.J. McQuade (interpretado por Chuck Norris), tiene un perro lobo como mascota.

- En la película de animación de Amblin Entertainment Balto de 1995, el protagonista Balto (voz de Kevin Bacon), es un perro lobo. Su padre quizás fue un husky, y su madre una loba. Sin embargo, el verdadero Balto en el cual se basó la película no era un híbrido, sino un Husky siberiano.

- En la película de animación Balto 2: Wolf Quest de 2002, los cachorros de Balto son parte lobo/perro (ya que él también es mitad lobo mitad perro). Sin embargo Aleu, su hija, ciertamente es la que más tiene el comportamiento y las características lobunas de su padre. Además en la película se menciona que ella es más lobuna que Balto.

- En la novela Colmillo Blanco de Jack London, Colmillo Blanco es un perro lobo. Su padre (el Tuerto) fue un lobo y su madre (Quiche) una híbrida, por lo que Colmillo Blanco es tres cuartos lobo y un cuarto perro.

- En la popular serie televisiva True Blood, los lobos y perros lobo son empleados para interpretar hombres-lobo.[cita requerida]

- El entrenador de perros César Millán tiene dos lobos híbridos (Hyde y Vada) en su programa El encantador de perros.[35]

- El personaje Blue del anime Wolf's Rain es una perra que es parte lobo.

- En la serie de novelas Outlander de Diana Gabaldon, Rollo, la mascota de Ian Murray, es un híbrido de lobo y perro. Su madre fue una Lobero irlandés y su padre un lobo (Tambores del otoño, Capítulo 1, "Un ahorcamiento en Eden").
- El Pokémon Lycanroc en su forma diurna es un perro lobo, ya que posee el carácter propio de un cánido familiar pero el aspecto de un lobo.
- En la novela Baree, el hijo de Kazan, de James Oliver, Baree, es mitad lobo, mitad perro, ya que su madre es una loba gris ciega y su padre es Kazan, un perro de cacería, describe a Baree como un lobo negro, con una mancha blanca en el pecho y en la oreja derecha
- En la serie de HBO Juego de Tronos, el perro llamado Ghost es un perro lobo de la raza Northern Inuit.